# 溫博澤羅湖
溫博澤羅湖是俄羅斯的湖泊，位於摩爾曼斯克州內，處於海拔149米處，長44公里、闊10公里，面積422平方公里，平均深度15米，最大深度115米，湖水從蘇拉河注入，從溫巴河流出，湖泊在每年10月下旬開始結冰，湖中有3種魚類。